# Astronavi e veicoli di Guerre stellari
Questa è la lista di astronavi e veicoli di Guerre stellari, franchise di fantascienza creato da George Lucas.

## A
- L'AAT (Armored Assault Tank) è un carro armato usato dalla Federazione dei Mercanti e dalla Confederazione dei Sistemi Indipendenti ne La minaccia fantasma, La vendetta dei Sith e The Clone Wars. Dispone di un sistema di repulsione per spostarsi sospeso a un metro dal suolo e una massiccia corazza frontale. L'arma principale è costituita da un cannone pesante, coadiuvato da razzi e blaster a corto raggio. L'AAT è gestito da quattro droidi da battaglia: un comandante, due artiglieri e un pilota[1].

- L'airspeeder è un veicolo con motore a repulsione che gli permette di viaggiare sollevato anche di diversi metri da terra. È molto diffuso in tutta la galassia per il trasporto civile, soprattutto in pianeti e città densamente popolati[2].

- L'ARC-170 starfighter è un caccia stellare utilizzato dalla Repubblica durante le guerre dei cloni e apparso ne La vendetta dei Sith, The Clone Wars e Rebels. Si tratta di un velivolo pesantemente armato progettato per ospitare tre clone trooper: un pilota, due artiglieri che controllano i cannoni posizionati sull'estremità delle ali e sulla coda, e un astrodroide per le riparazioni di emergenza[3][4].

- L'AT-AP (All Terrain Attack Pod) è un veicolo da battaglia schierato dalla Repubblica nelle ultime fasi delle guerre dei cloni e apparso ne La vendetta dei Sith. È sormontato da un cannone d'artiglieria e da una mitraglietta a cadenza rapida come arma secondaria, operati da un pilota e da uno o due artiglieri. Dispone di un sistema di sospensioni che lo rendono stabile e maneggevole anche sui terreni accidentati, e di una terza gamba, retraibile, che ne aumenta la stabilità quando entra in azione il cannone[5][6].

- L'AT-AT (All Terrain Armored Transport) è un veicolo da battaglia e da trasporto dell'Impero e del Primo Ordine apparso ne L'Impero colpisce ancora, Il ritorno dello Jedi, Rebels, Gli ultimi Jedi e in numerosi fumetti, romanzi e videogiochi. Si tratta di un mezzo quadrupede alto più di venti metri e pesantemente corazzato e armato, in grado di assicurare una discreta potenza di attacco e di trasportare fino a 40 soldati e altri piccoli veicoli leggeri[5][7].

- L'AT-OT (All Terrain Open Transport) è un veicolo da trasporto usato dalla Repubblica durante le guerre dei cloni e apparso ne La vendetta dei Sith. Il suo largo corpo, sostenuto da otto gambe, permette il trasporto di almeno 34 soldati. Dispone di quattro cannoni laser e una spessa corazza laterale, che tuttavia lascia scoperto il tetto e lo rende vulnerabile ad attacchi dall'alto e in generale inadatto all'impiego in prima linea[5][8].

- L'AT-RT (All Terrain Recon Transport) è un camminatore bipede usato dalla Repubblica ne La vendetta dei Sith e The Clone Wars. È un veicolo monoposto con cabina aperta, equipaggiato con un cannone frontale. Viene usato solitamente come supporto alle forze di polizia, difesa civile o dopo missioni di restrellamento post-battaglia, in quanto è troppo piccolo per rappresentare una minaccia contro obiettivi corazzati più grandi, ma veloce ed efficace contro la fanteria[5][9].

- L'AT-ST (All Terrain Scout Transport) è un mezzo da battaglia dell'Impero apparso ne L'Impero colpisce ancora, Il ritorno dello Jedi e in numerosi fumetti, romanzi e videogiochi. Si tratta di un veicolo bipede veloce e manovrabile, utilizzato come mezzo di ricognizione e pattigliamento, e spesso schierato in battaglia a supporto dei più grandi e ingombranti AT-AT. È armato con un doppio cannone frontale, due mitragliatori lateriali e una corazza leggera, che rendono l'AT-ST efficace soprattutto contro le unità di fanteria. Ospita un pilota e un artigliere. L'AT-ST venne progettato per L'Impero colpisce ancora in forma di miniatura da usare durante la battaglia di Hoth. In seguito il suo design venne raffinato per Il ritorno dello Jedi, e vennero costruiti modellini più dettagliati e anche un modello a grandezza naturale per le riprese della battaglia di Endor[5][10].

- L'AT-TE (All Terrain Tactical Enforcer) è un veicolo da battaglia schierato dalla Repubblica nelle guerre dei cloni e apparso ne L'attacco dei cloni, La vendetta dei Sith, The Clone Wars e Rebels. L'AT-TE può essere aerotrasportato direttamente sui campi di battaglia dove trova impiego, in quanto si tratta di un mezzo lento e pesante, sostenuto da sei corte gambe che ne aumentano la stabilità ma ne riducono la velocità. Si tratta di un mezzo corazzato pesantemente armato, con un cannone cinetico pesante posto sul corpo principale e sei mitragliatori secondari. Inoltre può essere utilizzato anche per il trasporto truppe o di piccoli mezzi leggeri, e all'occorrenza può trovare impiego come centro di comando mobile. Venne sviluppato per L'attacco dei cloni dal concept designer Ryan Church come una sorta di prototipo dell'AT-AT e in seguito animato dal team di Rob Coleman[5][10].

- L'A-wing è un caccia stellare utilizzato dall'Alleanza Ribelle e apparso ne Il ritorno dello Jedi, Rebels e in diversi altri fumetti, libri e videogiochi del franchise. Estremamente affusolato e aerodinamico, l'A-wing è il caccia più veloce della galassia, trovando, per questo, impiego in attacchi lampo. Di dimensioni relativamente ridotte, è armato con due cannoni laser e due lanciamissili a concussione. Il suo equipaggio è costituito dal solo pilota. Un modello migliorato dell'A-wing viene schierato anche dalla Resistenza negli scontri con il Primo Ordine. Il design originale del caccia prevedeva delle decorazioni blu, che vennero però cambiate in rosse per permettere le riprese su blue screen[11][12].

## B
- Il bongo è un mezzo di trasporto sottomarino utilizzato dai gungan di Naboo e apparso ne La minaccia fantasma e The Clone Wars. Viene utilizzato principalmente per il trasporto e per l'esplorazione degli oceani del pianeta. È formato da uno scafo organico che ricorda una manta a cui sono collegati a poppa dei tentacoli semi-rigidi che fungono da sistema di propulsione. Gli scompartimenti passeggeri e cargo sono tenuti asciutti e ossigenati da un involucro a forma di bolla[13][14].

- Il B-wing è un caccia stellare in dotazione all'Alleanza Ribelle ne Il ritorno dello Jedi, Rebels e in diversi fumetti, romanzi e videogiochi del franchise. Viene progettato in Rebels da Quarrie per attaccare direttamente le navi ammiraglie imperiali; per questo motivo risulta lento, poco maneggevole e versatile nel combattimento aereo, svolgendo prevalentemente compiti di bombardamento grazie al suo grande arsenale e alla massiccia armatura. Ha la forma di una grande ala verticale con due piccoli alettoni laterali orizzontali su cui sono montati dei blaster. Un cannone laser è invece montato sull'estremità inferiore dell'ala, la cabina del pilota su quella superiore e il motore al centro. La cabina ha la particolarità di avere un sistema stabilizzatore che le consente di rimanere ferma anche se il B-wing sta ruotando su sé stesso[15][16]. Il suo design è stato definito "geniale o folle" e il più strano tra i caccia di Guerre stellari[13].

## C
- La corvetta corelliana CR90 è un'astronave consolare adottata durante la tarda Repubblica e l'Impero, ma impiegata principalmente dall'Alleanza Ribelle. Appare per la prima volta in Una nuova speranza e in seguito in svariate opere del franchise. Velivolo versatile e multiuso, la corvetta CR90 permette di montare fino a sei laser e quattro cannoni e di trasportare tre A-wing, oltre a poter ospitare un'intera delegazione di centinaia di diplomatici. Il design del velivolo deriva dal concept iniziale per il Millennium Falcon[17][18].

## D
- Il droide avvoltoio[19] è il caccia stellare primario della Federazione dei Mercanti e della Confederazione dei Sistemi Indipendenti ne La minaccia fantasma, La vendetta dei Sith e The Clone Wars. Si tratta di un droide pilotato in remoto dalle navi di controllo separatiste; ciò gli dona grande reattività e gli permette di effettuare manovre impossibili per altri velivoli, tuttavia difetta l'esperienza e l'ingegnosità propria di un vero pilota. È armato con quattro cannoni blaster posti sotto le ali e due lanciamissili. Il droide avvoltoio può trasformarsi anche in camminatore, con le ali che fungono da gambe, ed essere schierato a supporto delle truppe di terra. Il droide avvoltoio venne inizialmente concepito come un veicolo tradizionale pilotato da droidi da battaglia, ma in seguito George Lucas e Doug Chiang resero il caccia stesso un droide[20].

- Il droide Hailfire è un carro armato droide costruito dal Clan Bancario Intergalattico e utilizzato largamente dalla Confederazione dei Sistemi Indipendenti durante le guerre dei cloni. Compare ne L'attacco dei cloni e Star Wars: Clone Wars. È composto da un corpo centrale collegato a due grandi ruote, che gli permettono di attraversare qualunque terreno a velocità elevata. Nel comando corazzato principale si trovano sensori ottici, cannoni blaster e due lanciamissili per un totale di trenta missili. Il droide Hailfire è anche dotato di un cannone laser retrattile, che utilizza quando esaurisce i missili o quando non sono necessari[21].

## E
- La Ebon Hawk è la nave spaziale di Revan nel videogioco Star Wars: Knights of the Old Republic e nel romanzo Star Wars - The Old Republic: Revan. Una nave cargo, la Ebon Hawk apparteneva al boss della malavita Davik Kang che la usò a lungo per il contrabbando nei territori dell'Orlo Esterno. Alla morte di Kang, il velivolo passa prima nelle mani di Revan, che lo utilizza nella ricerca della Star Forge, e poi in quelle di Meetra Surik nel videogioco Star Wars: Knights of the Old Republic II: The Sith Lords, con il quale tenta di contrastare i Sith. Monta un'iperguida estremamente potente, che la rende una delle navi più veloci del suo tempo. Il suo design è ispirato al Millennium Falcon[22].

- L'Executor è la nave ammiraglia della flotta imperiale e l'astronave personale di Dart Fener ne L'Impero colpisce ancora, Il ritorno dello Jedi e altre opere del franchise. È la prima nave della classe super star destroyer a entrare in servizio e una delle più grandi e potenti a essere schierata dalla flotta imperiale. Ha la classica forma a pugnale ereditata dallo star destroyer, sebbene in scala molto maggiore, con 19 km di lunghezza e oltre 4 km in altezza. È protetta da una spessa corazza e da uno scudo deflettore potenziato. Dal punto di vista offensivo può contare su più di 3000 postazioni turbolaser, 2000 cannoni a ioni e 500 tubi per il lancio di missili. È in grado di trasportare inoltre almeno 200 navi da sbarco, circa 1500 caccia TIE, basi prefabbricate, un numero tra 30 e 60 di camminatori AT-AT e AT-ST e un esercito di stormtrooper sufficiente a controllare un intero sistema stellare. Sotto il comando di Kendal Ozzel, l'Executor viene schierata nell'assalto alla base ribelle di Hoth, dove tuttavia non riesce a bloccare la fuga di tutte le navi nemiche. Il nuovo capitano Firmus Piett la guida poi nella battaglia di Endor, in cui il pilota ribelle Arvel Crynyd si schianta con il suo A-wing sul ponte di comando della nave, facendola entrare in collisione con la Morte Nera II e distruggendola[23][24].

## F
- La fregata Nebulon-B è un'astronave da guerra dispiegata nella guerra civile galattica sia dall'Impero che dall'Alleanza Ribelle e apparsa ne L'Impero colpisce ancora, Rogue One, Rebels e diversi fumetti, romanzi e videogiochi della serie. Viene impiegata principalmente come nave di scorta per proteggere convogli dagli attacchi nemici grazie al suo arsenale di armi e la sua efficienza contro caccia stellari e bombardieri[25].

## I
- L'incrociatore mon calamari è un tipo di nave ammiraglia costruita dai mon calamari e utilizzata dall'Alleanza Ribelle e dalla Nuova Repubblica a partire dalla guerra civile galattica. Appare per la prima volta ne Il ritorno dello Jedi e in seguito fa la sua comparsa in numerose opere del franchise. Si tratta di una potente corazzata in grado di tenere testa agli star destroyer imperiali in termini di corazza, scudi e arsenale offensivo. A differenza delle corazzate imperiali, ha una linea arrotondata e un design unico per ogni nave[26][27].

- L'Invisible Hand è l'astronave ammiraglia della Confederazione dei Sistemi Indipendenti e la nave personale del Generale Grievous durante le guerre dei cloni. Dispone di un vasto arsenale, con turbolaser quadrupli, torrette turbolaser, cannoni laser duali, cannoni a ioni e siluri a protoni. È a bordo dell'Invisible Hand ne La vendetta dei Sith, che Grievous lancia l'attacco a Coruscant e cattura il cancelliere supremo Palpatine, poi salvato da Obi-Wan Kenobi e Anakin Skywalker in un'azione che si risolve con l'uccisione del leader dei separatisti: il Conte Dooku. Grievous abbandona allora la nave in avaria, ma Anakin riesce a effettuare un atterraggio di emergenza sul pianeta[28].

## J
- Il Jedi starfighter è un caccia stellare in dotazione all'ordine Jedi e apparso ne L'attacco dei cloni, La vendetta dei Sith, The Clone Wars e in diverse altre opere della serie. Si tratta di un velivolo progettato e costruito per essere pilotato da persone con riflessi fuori dal comune come i Jedi; è previsto inoltre l'accompagnamento di un astrodroide che funge da navigatore e meccanico di emergenza. Il modello più diffuso è il Jedi starfighter classe Delta-7, veloce e affusolato, mentre in seguito viene introdotta anche la classe Eta-2, più compatta e dalla maggior potenza di fuoco. L'aspetto dei due modelli venne reso somigliante rispettivamente allo star destroyer e al caccia TIE, in modo da suggerire che l'Impero abba modificato e sviluppato modelli repubblicani preesistenti per creare i suoi velivoli[29][30][31].

## L
- Il landspeeder è un veicolo per il trasporto civile. Dispone di un motore a repulsione che gli permette di viaggiare leggermente sollevato da terra a velocità elevate. È molto diffuso in tutta la galassia. Un landspeeder di proprietà di Luke Skywalker compare per la prima volta in Una nuova speranza, mentre altri modelli appaiono estensivamente in altre opere del franchise[13][32].

## M
- Il Millennium Falcon è l'astronave di Ian Solo, che appare nella trilogia originale e sequel. Nonostante il suo aspetto logoro e la tendenza a malfunzionamenti, è dotata di velocità, scudi e potenza di fuoco impressionanti e gioca un ruolo di rilievo nelle principali vittorie dell'Alleanza Ribelle e della Nuova Repubblica[33].

- La Morte Nera (Death Star) è una stazione spaziale dell'Impero galattico di forma sferica e di dimensioni tali da poter essere scambiata per una luna. È dotata di un'enorme quantità di armamenti, tra cui un cannone laser in grado di distruggere un pianeta in un colpo solo[34]. Concepita dalla Confederazione dei Sistemi Indipendenti, ne vengono realizzati due esemplari, la costruzione del primo dei quali ha inizio durante le guerre dei cloni. Le distruzioni delle due Morti Nere sono il rispettivo punto focale dei film Una nuova speranza, Il ritorno dello Jedi e Rogue One.

- L'MTT (Multi Troop Transport) è un mezzo di trasporto della Federazione dei Mercanti e della Confederazione dei Sistemi Indipendenti apparso ne La minaccia fantasma, La vendetta dei Sith e The Clone Wars. Dietro al pesante portellone frontale cela delle rastrelliere su cui trovano posto rannicchiati oltre cento droidi da battaglia, i quali possono essere attivati rapidamente e dislocati sul campo di battaglia. Venne concepito da George Lucas come un "mezzo simile a una locomotiva che travolge tutto sul suo cammino". Il suo aspetto finale ricorda invece un elefante[35].

## S
- Il sandcrawler è un enorme veicolo-fortezza usato dai jawa di Tatooine come mezzo di trasporto e abitazione. Appare come un grande container arrugginito che sfrutta dei cingoli per la locomozione e con dei tubi aspiranti per raccogliere ferraglia dal deserto. Al suo interno ha delle stive per il carico e diversi spazi abitativi che possono ospitare un intero clan di jawa. Appare in Una nuova speranza e La minaccia fantasma. Il suo design venne ispirato dalla fotografia di un rover della NASA[36][37][13].

- Lo sguscio (podracer) è un veicolo da corsa a levitazione pilotato durante apposite corse, o podracing, in tutta la galassia, soprattutto nei territori senza legge dell'Orlo Esterno. La struttura base è composta da un abitacolo monoposto collegato a due motori da due cavi, ma i piloti sono liberi di personalizzare i propri sgusci con accessori e pezzi aggiuntivi e forme differenti. Può raggiungere velocità superiori a 900 km/h e per questo motivo la sua guida richiede riflessi fulminei. Compare per la prima volta ne La minaccia fantasma, e in seguito in altre opere tra cui i simulatori di guida Star Wars: Episode I Racer, Star Wars Racer Revenge e Star Wars Racer Arcade[38].

- Lo shuttle T-4a classe Lambda, anche detto tidirum, è una navetta leggera multiuso utilizzata dall'Impero in svariate opere del franchise. Viene impiegato per il trasporto passeggeri e merci. Ha un design particolare con un'ala centrale fissa e due ali laterali mobili che possono richiudersi per risparmiare spazio quando il velivolo è a terra. È armato con due torrette laser mobili sulle ali e un paio di cannoni laser fissi a ridosso del muso. La scarsa accelerazione e la bassa manovrabilità rendono tuttavia il velivolo vulnerabile contro gruppi di caccia stellari, motivo per il quale i voli degli shuttle con a bordo alte cariche imperiali sono accompagnati da una coppia di caccia TIE[39][40]. Varianti del velivolo sono la classe Theta, un precursore della classe Lambda utilizzato negli ultimi anni della Repubblica[41], e la classe Sentinel, impiegata per scopi prettamente militari e per questo dotata di un generatore di scudi deflettori, più corazzata e armata e con motori più potenti[42]. Il design dello shuttle T-4a classe Lambda è stato definito "intelligente", "solenne" e "lussuoso"[13].

- La Slave I è una nave spaziale appartenente al cacciatore di taglie Jango Fett e poi passata nelle mani del figlio Boba Fett. Si tratta di un vecchio velivolo concepito per servizi di polizia e riadattato da Jango per renderlo un mezzo micidiale, con scafo rinforzato, propulsori e generatori potenziati e l'aggiunta di numerose armi. Le piccole celle che contiene si prestano inoltre ottimamente per la cattura e il trasporto di ricercati. A bordo della Slave I, Jango affronta Obi-Wan Kenobi su Geonosis ne L'attacco dei cloni. In seguito alla sua morte, il figlio Boba eredita il velivolo, che utilizza in The Clone Wars per dare la caccia all'assassino del padre: Mace Windu. Quando Boba viene catturato dalla Repubblica, il pirata spaziale Hondo Ohnaka rivendica il possesso della Slave I e la mantiene per un periodo prima di restituirla a Boba dopo la sua scarcerazione. Ne L'Impero colpisce ancora, Boba usa la nave per dare la caccia a Ian Solo e, una volta catturato, consegnarlo a Jabba the Hutt[43]. Il design originale della nave venne sviluppato da Nilo Rodis-Jamero sulla base di un'antenna parabolica e appariva per questo più arrotondato, ma una proiezione laterale disegnata dallo stesso artista in cui il velivolo risultava ellittico finì per influenzarne l'aspetto finale[44]. La caratteristica della nave di accogliere il pilota in piedi e ben visibile dietro al vetro è stata molto apprezzata e definita calzante per un cacciatore di taglie e un personaggio così apprezzato come Boba Fett[13].

- Lo snowspeeder è un mezzo utilizzato dall'Alleanza Ribelle nella battaglia di Hoth ne L'Impero colpisce ancora. Si tratta di una variante del T-47 airspeeder, modificata per adattarsi alle condizioni ambientali del pianeta ghiacciato Hoth. Lo snowspeeder risulta quindi un veicolo in grado di volare solo a basse altitudini e pensato per compiti di ricognizione e per contrastare attacchi da terra. Si tratta di un velivolo biposto, armato con due cannoni frontali e una postazione per l'artigliere di coda con un cannone laser abbinato ad un cavo da rimorchio molto resistente[13][45].

- La speeder bike è un veicolo monoposto con motore a repulsione, che viaggia sollevato da terra. Ha una forma aerodinamica e una corazza molto leggera che lo rende particolarmente veloce e agile. Il pilota controlla la direzione e l'elevazione del veicolo tramite due manubri anteriori, mentre con due pedali inferiori regola la velocità. Viene utilizzato sia da civili che per usi militari, soprattutto per compiti di ricognizione, pattuglia e attacchi veloci, Lo speeder monta sensori e sistemi di comunicazione ed è equipaggiato con un cannone blaster rotante anteriore per il combattimento. Appare per la prima volta ne Il ritorno dello Jedi e in seguito viene usato estensivamente in molte altre opere del franchise. Lo speeder venne concepito da George Lucas per Il ritorno dello Jedi come uno "scooter a reazione" e venne realizzato sia in miniature che in modelli a grandezza naturale per riprese in chroma key[46][47]. È considerato uno dei veicoli più rappresentativi e divertenti della serie[13].

- La STAP (Single Trooper Aerial Platform) è una piattaforma aerea leggera usata dalla Confederazione dei Sistemi Indipendenti ne La minaccia fantasma e The Clone Wars. Si tratta di un agile veicolo di supporto e ricognizione, guidato da un droide da battaglia. Dispone di due cannoni blaster sul manubrio. Dopo aver provato diversi design più pesanti, Doug Chiang basò il suo aspetto su un colibrì[48].

- Lo star destroyer è una tipologia di nave ammiraglia utilizzata dall'Impero. Si tratta di un'enorme corazzata a forma appuntita e costellata di cannoni, torrette e scudi deflettori. È in grado di trasportare numerosi TIE, mezzi da combattimento terrestri e soldati, oltre a poter catturare intere astronavi all'interno del proprio hangar. La sua vista soltanto basta a incutere timore e rispetto nei sudditi e nemici dell'Impero, tanto che lo star destroyer è considerato un simbolo della potenza imperiale. Sebbene la classe più diffusa e conosciuta di star destroyer sia l'Imperial, ne esistono diverse classi che variano anche sostanzialmente per dimensioni, fino agli incrociatori del Primo Ordine o ai giganteschi super star destroyer[49][13].

- La Supremacy è la nave da guerra personale del Leader Supremo Snoke. Unico esemplare di mega star destroyer, esso abbandona la tipica forma a pugnale a favore di una struttura a delta la cui apertura alare raggiunge i 60542,68 metri, mentre lunghezza e altezza misurano rispettivamente 13239,68 e 3975,35 metri. Tali dimensioni la rendono in grado di ormeggiare fino ad otto star destroyer di classe Resurgent, sei all'esterno della nave e due nei cantieri interni dove tali navi possono essere costruite o riparate[50]. Nella Supremacy è collocata la sala del trono di Snoke ed essa funge da capitale mobile del Primo Ordine, ospitando caserme, laboratori e centri di produzione. Ne Gli ultimi Jedi la nave viene distrutta dal vice ammiraglio Amilyn Holdo della Resistenza quando quest'ultima la colpisce con un incrociatore lanciato alla velocità della luce[51].

## T
- La Tantive IV è una corvetta corelliana CR90 in possesso della casa reale di Alderaan e presente in Una nuova speranza, The Clone Wars, Rebels e Rogue One. Viene utilizzata come nave diplomatica da Bail e da Leila Organa durante la tarda Repubblica e le guerre dei cloni. Con l'avvento dell'Impero, i due continuano a sfruttare lo status della nave per aiutare in segreto l'Alleanza Ribelle. Durante la battaglia di Scarif, la Tantive IV riceve la trasmissione dei piani della Morte Nera; prima di poterli consegnare ai ribelli, tuttavia, la nave viene intercettata e catturata dallo star destroyer Devastator di Dart Fener, e a Leila non rimane altro che inserire i dati nella memoria del droide R2-D2 e farlo evacuare tramite un guscio di salvataggio su Tatooine[52]. Dopo diversi anni l'astronave viene ritrovata, e ne L'ascesa di Skywalker funge da base per la Resistenza e viene schierata nella battaglia contro la flotta Sith[53].

- Il TIE è una classe di caccia stellari in dotazione all'Impero. Gli elementi accomunanti del TIE sono una coppia di motori ionici, Twin Ion Engine da cui prende il nome, un abitacolo sferico, e le ali, varie per numero e configurazione, che servono da pannelli solari e forniscono energia alla nave. Il modello base, ovvero il caccia TIE, è un velivolo monopilota a corto raggio, agile e manovrabile ma anche estremamente vulnerabile, progettato per essere schierato in gran numero in scontri aerei contro altri caccia. Modelli successivi, come il bombardiere TIE o l'intercettore TIE, sono tutti variazioni del caccia base e riprendono in parte le sue caratteristiche[54][55].

- Il tri-droide da combattimento (droid tri-fighter) è un caccia stellare utilizzato dalla Confederazione dei Sistemi Indipendenti durante le guerre dei cloni ne La vendetta dei Sith e The Clone Wars. È un veicolo completamente automatizzato, costituito da una sfera centrale che contiene il computer di bordo circondato da tre ali arcuate. Si tratta del caccia più potente a disposizione dei separatisti, armato con un cannone centrale, tre cannoni secondari e vari missili[56].

## U
- L'U-wing è un caccia stellare impiegato dall'Alleanza Ribelle durante la guerra civile galattica; altri utilizzatori sono i partigiani del gruppo estremista di Saw Gerrera di stanza a Jedha. L'uso principale dell'U-wing è quello di sbarcare truppe nel cuore della battaglia offrendo fuoco di copertura, ma ha anche altri ruoli come quello di caccia pesante e navetta per missioni di spionaggio. Compare per la prima volta in Rogue One[57].

## V
- Il V-wing è un caccia stellare utilizzato dalla Repubblica nelle ultime fasi delle guerre dei cloni e in seguito adottato anche dall'Impero. È caratterizzato da due ali piatte per lato disposte a forma di v e in grado di ruotare di novanta gradi per permettere il decollo e l'atterraggio. Dispone inoltre di due cannoni montati ai lati della fusoliera. Viene impiegato principalmente per incarichi di scorta o in combattimenti aerei a causa della sua agilità. Compare per la prima volta ne La vendetta dei Sith[58][59].

## X
- L'X-wing è un caccia stellare utilizzato dall'Alleanza Ribelle e apparso per la prima volta in Una nuova speranza. Così chiamato per le sue quattro ali, che gli permettono di assumere una conformazione a x, questo velivolo coniuga velocità, manovrabilità e potenza di fuoco. È dotato di quattro cannoni posti in cima alle ali e di due tubi per missili a protoni nella fusoliera[60].

## Y
- L'Y-wing è un caccia stellare in dotazione alla Repubblica prima e all'Alleanza Ribelle poi; appare nella trilogia originale, The Clone Wars, Rebels e in diversi fumetti, libri e videogiochi della serie. È uno dei primi e più numerosi caccia stellari in dotazione ai ribelli, che ha aperto la strada a modelli più nuovi e performanti come gli X-wing e gli A-wing. Non particolarmente veloce e maneggevole, l'Y-wing viene impiegato principalmente come bombardiere leggero e raramente in combattimeniti aerei. È armato con due cannoni laser, un cannone a ioni montato su una torretta rotante e due tubi lanciasiluri protonici. Il suo equipaggio è costituito da un pilota e un droide astromeccanico per le riparazioni, ma in alcuni modelli c'è anche una postazione per un artigliere. Il design del velivolo venne concepito da Colin Cantwell e raffinato da Joe Johnston per farlo apparire come un caccia inizialmente slanciato, ma smembrato dai ribelli per ottenere parti di ricambio, così che dell'aspetto originale rimanesse solo la cabina di pilotaggio. I motori, ben visibili tra i tubi nudi della parte posteriore, vennero ispirati dal razzo Saturn V in scala 1/144[61][62].

## Z
- Lo Z-95 Headhunter è un caccia stellare usato dalla Repubblica durante le guerre dei cloni. Appare per la prima volta nel romanzo dell'Universo espanso Han Solo, guerriero stellare e in seguito viene utilizzato in numerose opere del franchise. Molto resistente e versatile, lo Z-95 Headhunter vede un grand'impiego nella galassia e rappresenta il precursore dell'X-wing[63][64].